# 田村しげる

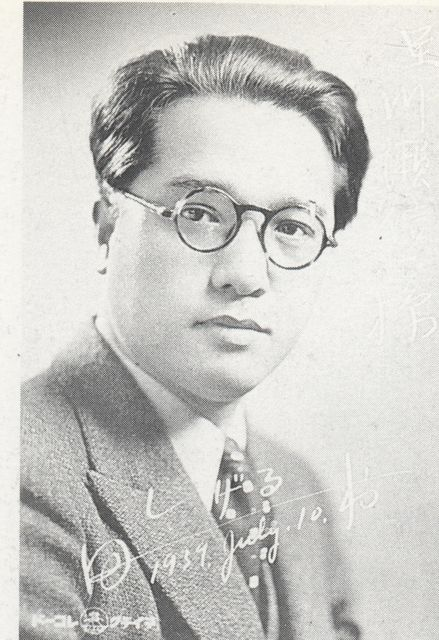
田村 しげる（1939年）

田村 しげる（たむら しげる、本名：田村 茂、1908年（明治41年）12月20日 - 1980年（昭和55年）10月14日）は、昭和期の作曲家。妻は作詞家の寺尾智沙、娘は女優の田村奈巳。

## 経歴
京都府中郡峰山町（現京丹後市）出身。家は、現在の田村写真館(京丹後市峰山町白銀)
1925年（大正14年）地元の宮津中学校を卒業し上京。武蔵野音楽学校に入学。
1927年（昭和2年）3月7日に発生した北丹後地震で故郷の家が被災し、財産を喪失。苦学する。
1931年（昭和6年）武蔵野音楽大学を卒業。ビクターレコードから「酔って笑って」を作曲し作曲家デビュー。翌年キングレコードの専属となって松島詩子らの曲を作曲し、さらにポリドールレコードの東海林太郎などにも曲を提供した。
戦後は、コロムビアの専属として、ラジオ歌謡の「たそがれの夢」、「白い花の咲く頃」、「リラの花咲く頃」などの曲を数々手がけた。
妻は作詞家の寺尾智沙である。「白い花の咲く頃」は妻と共に作詞作曲した。
また、「白い花の咲くころ」は、丹後文化会館の敷地内に1992年に設置された石碑があり、ボタンを押すと白い花が咲くころのメロディーが流れる。

## 代表曲
- 『山は夕焼』（昭和9年9月）［岡田千秋作詞、歌：東海林太郎］
- 『母をたずねて』（昭和9年11月）［時雨音羽作詞、歌：東海林太郎］
- 『綾乃の子守唄』（昭和9年12月）［久保田宵二作詞、歌：東海林太郎］
- 『女の友情の唄』（昭和9年12月）［吉屋信子作詞、歌：松島詩子、山野美和子］
- 『家なき児』（昭和10年5月）［時雨音羽作詞、歌：東海林太郎］
- 『さくら道成寺』（昭和12年4月）［佐藤惣之助作詞、歌：三門順子］
- 『ふるさとの母』（昭和12年9月）［梁取三義作詞、歌：松島詩子］
- 『チンライ節』（昭和13年8月）［時雨音羽作詞、歌：樋口静雄］
- 『たそがれの夢』（昭和23年6月）［西沢義久作詞、歌：伊藤久男］
- 『白い花の咲く頃』（昭和25年11月）［寺尾智沙作詞、歌：岡本敦郎］
- 『リラの花咲く頃』（昭和26年5月）［寺尾智沙作詞、歌：岡本敦郎］